# Oxygaster anomalura
Oxygaster anomalura är en fiskart som beskrevs av Van Hasselt 1823. Oxygaster anomalura ingår i släktet Oxygaster och familjen karpfiskar. IUCN kategoriserar arten globalt som livskraftig. Inga underarter finns listade i Catalogue of Life.